# Details (album)
Details è il primo ed unico disco del gruppo musicale britannico Frou Frou, pubblicato nel 2002 dall'etichetta discografica Island. Dall'album sono stati estratti quattro singoli: Breathe In, Let Go, Must Be Dreaming e It's Good to Be in Love.

## Tracce
1. Let Go – 4:13
2. Breathe In – 4:37
3. It's Good to Be in Love – 4:39
4. Must Be Dreaming – 4:01
5. Psychobabble – 5:33
6. Only Got One – 4:09
7. Shh – 5:34
8. Hear Me Out – 4:19
9. Maddening Shroud – 3:37
10. Flicks – 3:58
11. The Dumbing Down of Love – 4:44
12. Old Piano (International Bonus Track)

## Classifiche
| Classifica (2002) | Posizione raggiunta |
| ----------------- | ------------------- |
| Italia            | 35                  |